# Коморниця
Коморниця (пол. Komornica) — село в Польщі, у гміні Велішев Леґьоновського повіту Мазовецького воєводства.
Населення — 276 осіб (2011).
У 1975-1998 роках село належало до Варшавського воєводства.

## Демографія
Демографічна структура станом на 31 березня 2011 року:
|          | Загалом | Допрацездатний вік | Працездатний вік | Постпрацездатний вік |
| -------- | ------- | ------------------ | ---------------- | -------------------- |
| Чоловіки | 125     | 39                 | 70               | 16                   |
| Жінки    | 151     | 41                 | 91               | 19                   |
| Разом    | 276     | 80                 | 161              | 35                   |